# Olga Feodorovna (Cecília de Baden)
Olga Feodorovna da Rússia (Karlsruhe, 20 de setembro de 1839 — Carcóvia, 12 de abril de 1891) foi a esposa do grão-duque Miguel Nikolaevich da Rússia, o filho mais novo do imperador Nicolau I. 
Nasceu como princesa Cecília Augusta, a filha mais nova de Leopoldo, Grão-Duque de Baden e de sua esposa, Sofia da Suécia. Cecília trocou seu nome para Olga, por razão de sua conversão à fé ortodoxa.
Ela recebeu uma estrita educação na corte de Baden em Karlsruhe, tornando-se uma mulher culta. Em 28 de agosto de 1857, ela se casou com Miguel Nikolaevich da Rússia, o filho mais novo de Nicolau I da Rússia. Após seu casamento, ela se converteu a Igreja Ortodoxa Russa e mudou seu nome para Olga Feodorovna com o título de Grã Duquesa da Rússia. Invulgarmente entre os Romanovs da sua geração, seu casamento foi uma união longa e feliz. O casal permaneceu dedicado um ao outro. Ela criou os sete filhos com uma mão de ferro.
Entre 1862 e 1882, ela viveu com seu marido e seus filhos no Cáucaso em um palácio em Tiflis. Ela era uma forte defensora das atividades governamentais do marido como vice-rei da região e interessava-se por instituições de caridade, particularmente no campo da educação feminina. Em 1882, a família retornou para a Corte Imperial em São Petersburgo para um grande palácio as margens do Rio Neva. Com uma personalidade forte e uma língua afiada, a Grã Duquesa Olga Feodorovna não era um membro popular na família Romanov. Ela passou os últimos anos da sua vida viajando frequentemente, tentando encontrar alívio para sua saúde debilitada. Ela morreu de um ataque do coração quando viajava de trem para a Criméia.

## Biografia

### Início de vida
A grã-duquesa Olga Feodorovna nasceu em 20 de setembro de 1839 em Karlsruhe como Cecília Augusta, Princesa e Marquesa de Baden. Ela era a filha mais nova entre os sete filhos de Leopoldo, Grão-Duque de Baden e sua meia-sobrinha Sofia da Suécia. Ela era uma descendente de Jorge II da Grã-Bretanha e da dinastia russa Rurik através de Ana de Quieve, rainha da França e filha de Jaroslau I, o Sábio.

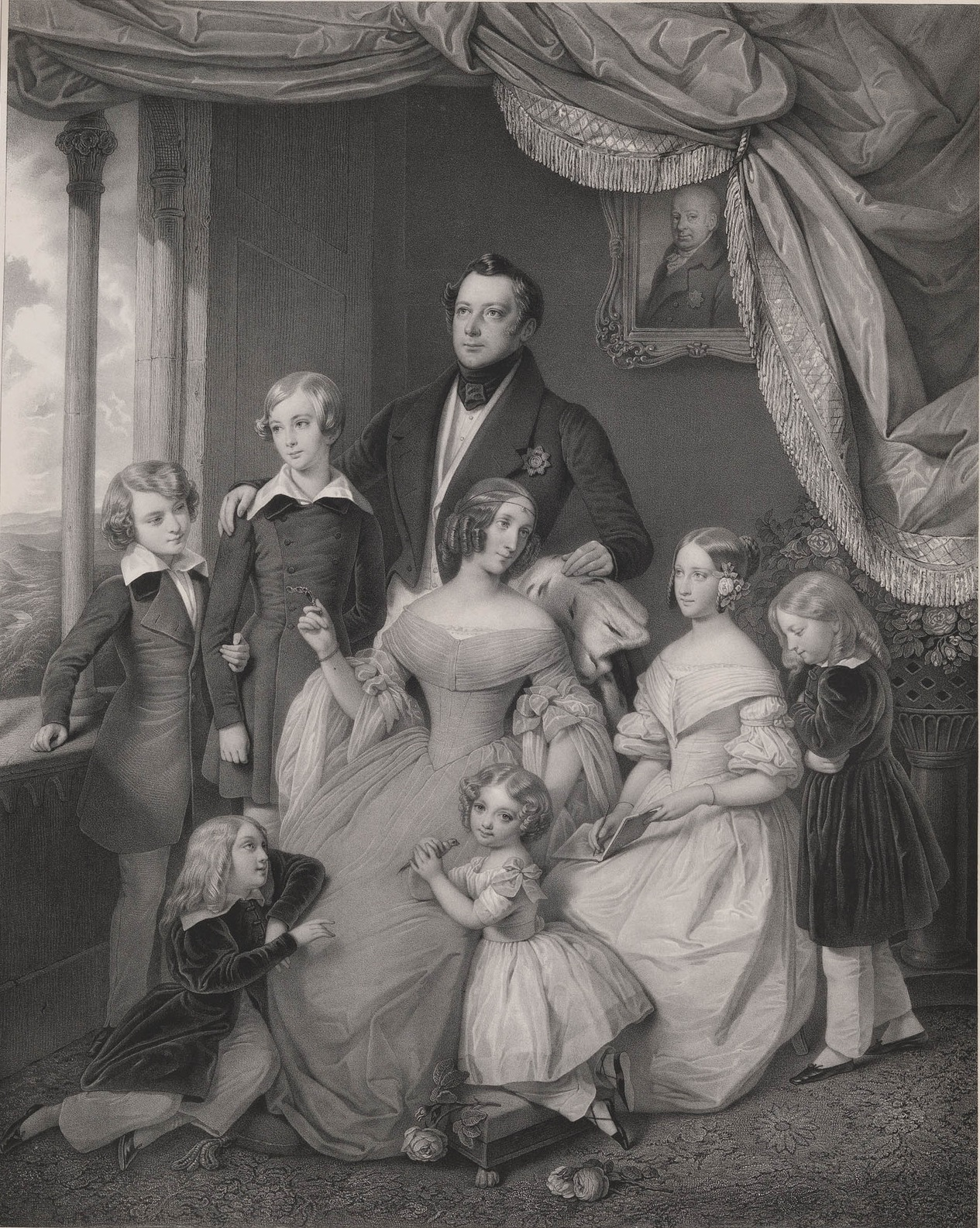
A Princesa Cecília com seus pais e irmão, na década de 1840.

O pai de Cecília, o grão-duque Leopoldo, descendia de um ramo morganático da família Baden (sua mãe era Luísa Carolina de Hochberg, uma nobre) e, portanto, não tinha direitos a um status principesco ou os direitos soberanos da Casa de Zähringen de Baden. No entanto, em 1830 ele ascendeu ao trono como Grão-Duque de Baden depois da linha de sucessão de sua família desapareceu. Leopoldo foi considerado o primeiro governante alemão que realizou as reformas liberais em seu país.
A mãe de Sofia, Sofia da Suécia, era filha de Gustavo IV Adolfo da Suécia e Frederica de Baden, e irmã de Isabel Alexeivna. Ao contrário do marido, Sofia da Suécia apoiou políticas conservadoras. Durante o tumulto causado pelo aparecimento de Kaspar Hauser, havia boatos de que Sofia tinha ordenado o assassinato de Hauser em 1833. Isso prejudicou o relacionamento entre o casal e segundo boatos, Sofia acabou tendo um caso. Rumores na corte atribuíam a paternidade de Cecília, a última filha do casal, a um banqueiro judeu chamado Haber. Não existem evidências históricas para confirmar essa alegação.
Durante a infância de Cecília, uma revolução entre 1848 e 1849 forçou a família grã-ducal a fugir de Karlsruhe para Koblentz. Cecília tinha 12 anos quando seu pai morreu em 1852. A princesa Cecília recebeu uma educação espartana. Sua relação com seus pais era formal e não afetuosa. Mais tarde, ela aplicaria os mesmos métodos para educar seus filhos. Ela cresceu e se tornou uma garota de língua afiada, espirituosa e instruída. Com maças do rosto altas e olhos oblíquos, ela tinha uma aparência eurasiana.

### Casamento

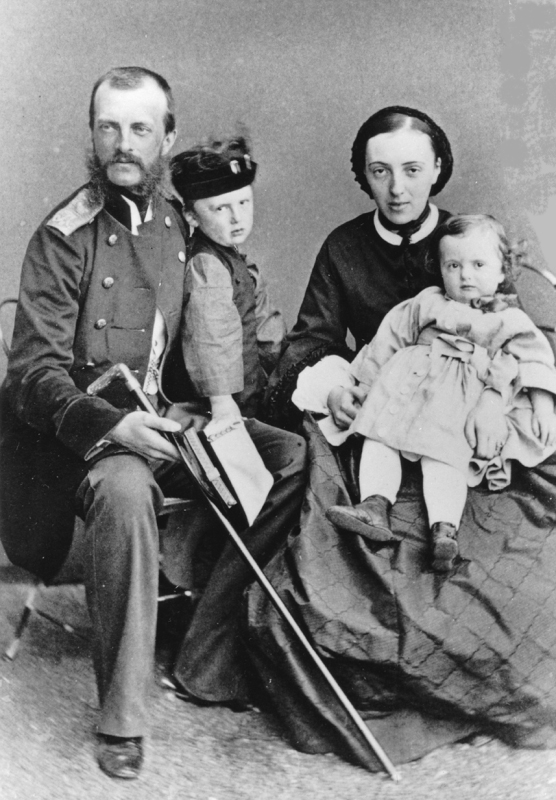
Olga e Miguel com seus 2 filhos mais velhos Nicolau e Anastásia.

A história do primeiro encontro entre Cecília e o grão-duque Miguel Nikolaevich não foi registada, mas o casamento aconteceu por amor e Cecília teve sorte: dos quatro filhos do czar Nicolau I, apenas Miguel foi fiel durante todo o casamento. Cecília tinha dezasseis anos quando ficou noiva. Miguel disse à sua cunhada Maria Alexandrovna que tinha escolhido o nome "Olga Fedorovna" porque não gostava de "Cecília". 
Os dois casaram-se no Palácio de Inverno a 16/28 de agosto de 1857: Rezei fervorosamente, escreveu Miguel no seu diário, e agradeci a Deus com todo o meu coração por poder viver este dia. O casal era muito adorado no geral e a rainha Vitória achava-os muito amáveis e amigáveis e, sobre a grã-duquesa, disse: tem muito bom humor, é alegre, muito encantadora - tão calma e gentil (...) Ficamos encantados com ele e ouvi dizer que, para onde quer que ele vá, todos os adoram, classes altas e baixas. A sua filha chamou-o 'uma criatura de Deus em todos os sentidos.

### Grã-Duquesa

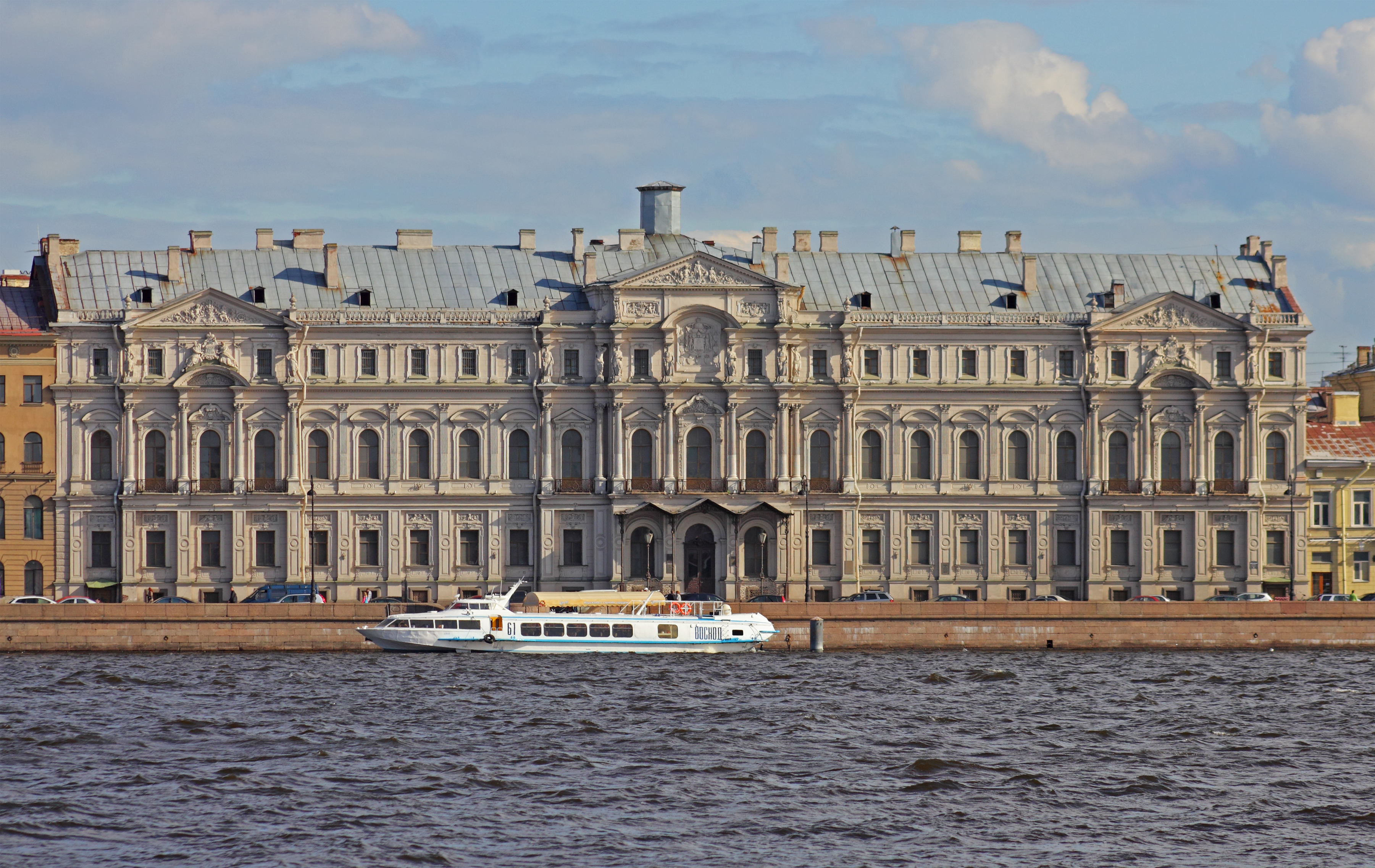
O Palácio Novo-Mikhailovsky, residência de Olga e sua família em São Petersburgo.

No outono de 1860, Olga e seu esposa visitaram a Inglaterra. O casal teve um encontro com a Rainha Vitória. 
Em 1862, o irmão do Grão-Duque Miguel, Alexandre II da Rússia, o indicou como seu governador no Cáucaso, e Olga se mudou com seu marido para Tiflis. O casal já tinha três filhos, mas quatro nasceram lá. Por quase vinte anos a família viveu no Cáucaso. Além das funções oficiais como esposa do Governador Imperial, Olga apoiou o seu marido, que supervisionou a implementação de reformas liberais de Alexandre II na região~;
A Grã-Duquesa Olga participou de cerimônias como esposa do vice-rei e apoiou muitas instituições de caridade, especialmente no campo da educação feminina. Usando em grande parte recursos pessoais, em 1864, a grã-duquesa organizou uma escola para mulheres, depois nomeada de Escola Feminina Grã-Duquesa Olga Feodorovna. Ela também fundou a primeira escola ossética para meninas, que foi nomeada Ossetian Olginsky. Ela também se tornou patrona de um hospital em Pyatigorsk que foi nomeado Santa Olga.  

#### Vida no Cáucaso

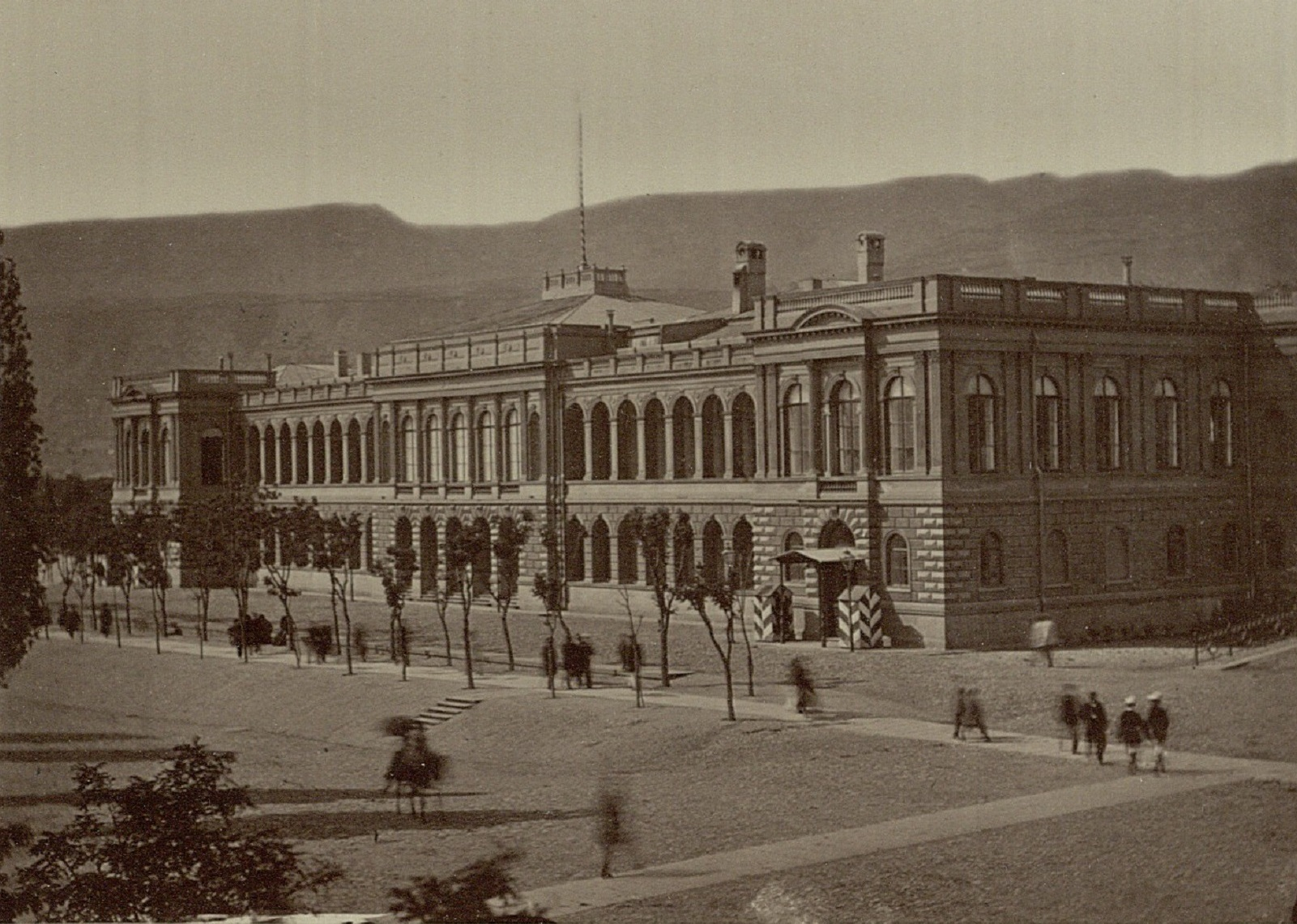
O Palácio do Vice-Rei do Cáucaso, onde Olga morou com sua família em Tbilisi.

A posição de vice-rainha permitia-lhe um certo nível de autonomia ao lado do marido e foi ela que abriu a primeira escola para meninas no Cáucaso, bem como um instituto técnico exclusivamente feminino. Também se envolveu em trabalhos médicos, principalmente durante a Guerra russo-turca de 1877–1878. Gostava de saber o que se passava à sua volta e as suas observações eram reveladoras. Uma das suas damas-de-companhia descreveu-a mais tarde como uma mulher anormalmente esperta, com um sentido crítico afiado. Alguns círculos sociais temiam-na profundamente devido aos seus comentários maldosos. Pessoalmente, não senti nada senão gentileza e consideração da parte dela (...)
Em 1884, em São Petersburgo, Olga tornou-se padroeira do novo Hospital Alexander destino ao público masculino(agora Hospital Municipal Psiquiátrico nº 7). Uma das ruas de Tiflis - Olginskaya foi nomeada em sua honra.

### Morte
Olga foi a primeira nora do czar Nicolau I a morrer. Tinha-se queixado de má saúde durante muitos anos e foi atrás de uma cura ilusória por muitas cidades spa europeias. Sempre se disse que tinha sido o telegrama com a notícia do casamento ilegal do seu filho Miguel que lhe provocou o ataque cardíaco que a viria a matar numa estação de comboio em Cracóvia, mas tal como muitas histórias do género, esta é uma versão distorcida do que realmente aconteceu. A notícia sobre o que Miguel tinha feito já tinha chegado a São Petersburgo antes de Olga partir para a Crimeia. Foi por causa disso que ela decidiu partir mais cedo e sozinha a 28 de março de 1891, dizendo a Maria Feodorovna que não se estava a sentir bem e precisava de tempo para recuperar em paz. Adoeceu no comboio nessa mesma noite e regressou a Cracóvia cerca de sete horas depois de ter passado pela estação. Os médicos foram chamados ao compartimento e ordenaram que a grã-duquesa fosse levada para a sala-de-espera do czar. Ficou lá dois dias antes de morrer na companhia dos criados.

## Descendência
| Nome                             | Nascimento             | Morte                   | Cônjuge e filhos |
| -------------------------------- | ---------------------- | ----------------------- | --- |
| Nicolau Mikhailovich da Rússia   | 26 de abril de 1859    | 28 de janeiro de 1919   | Nunca se casou. Ele foi assassinado pelos Bolchevique durante a Revolução Russa de 1917. |

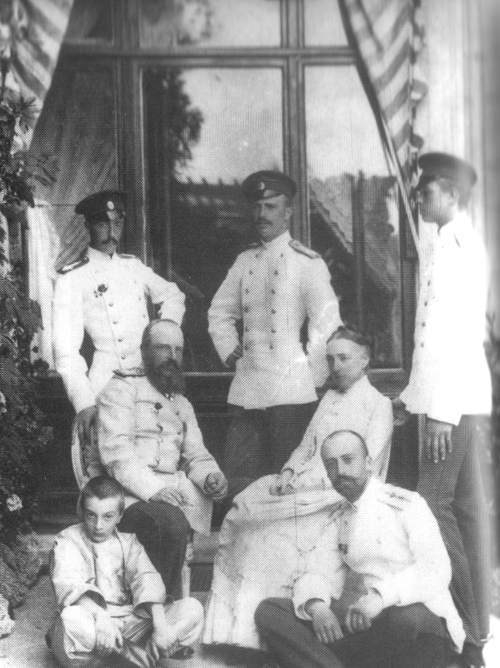
Olga com seu marido e filhos na década de 1880, a exceção de sua filha Anastásia que já havia se casado e morava na Alemanha.

| Anastásia Mikhailovna da Rússia  | 28 de julho de 1860    | 11 de março de 1922     | Casou com o Frederico Francisco III, Grão-Duque de Mecklemburgo-Schwerin. 4 filhos: - Alexandrina de Mecklemburgo-Schwerin - Frederico Francisco IV, Grão-Duque de Mecklemburgo-Schwerin - Cecília de Mecklemburgo-Schwerin - Alexis Louis de Wenden (ilegítimo) |
| Miguel Mikhailovich da Rússia    | 16 de outubro de 1861  | 26 de abril de 1929     | Casou-se com Sofia de Merenberg. 3 filhos: - Anastásia Mikhailovna de Torby - Nádia Mikhailovna de Torby - Miguel Mikhailovich de Torby |
| Jorge Mikhailovich da Rússia     | 23 de agosto de 1863   | 28 de janeiro de 1929   | Casou-se com Maria da Grécia e Dinamarca. 2 filhas: - Nina Georgievna da Rússia - Xenia Georgievna da Rússia |
| Alexandre Mikhailovich da Rússia | 13 de abril de 1866    | 26 de fevereiro de 1933 | Casado com Xenia Alexandrovna da Rússia. 7 filhos: - Irina Alexandrovna da Rússia - André Alexandrovich - Feodor Alexandrovich da Rússia - Nikita Alexandrovich - Dmitri Alexandrovich - Rostislav Alexandrovich - Vassili Aleksandrovitch                       |
| Sérgio Mikhailovich da Rússia    | 7 de outubro de 1869   | 18 de julho de 1818     | Nunca se casou e nem teve filhos. |
| Alexis Mikhailovich da Rússia    | 28 de dezembro de 1875 | 2 de março de 1895      | Morreu de Tuberculose aos dezenove anos de idade. |